# Opera di Graz

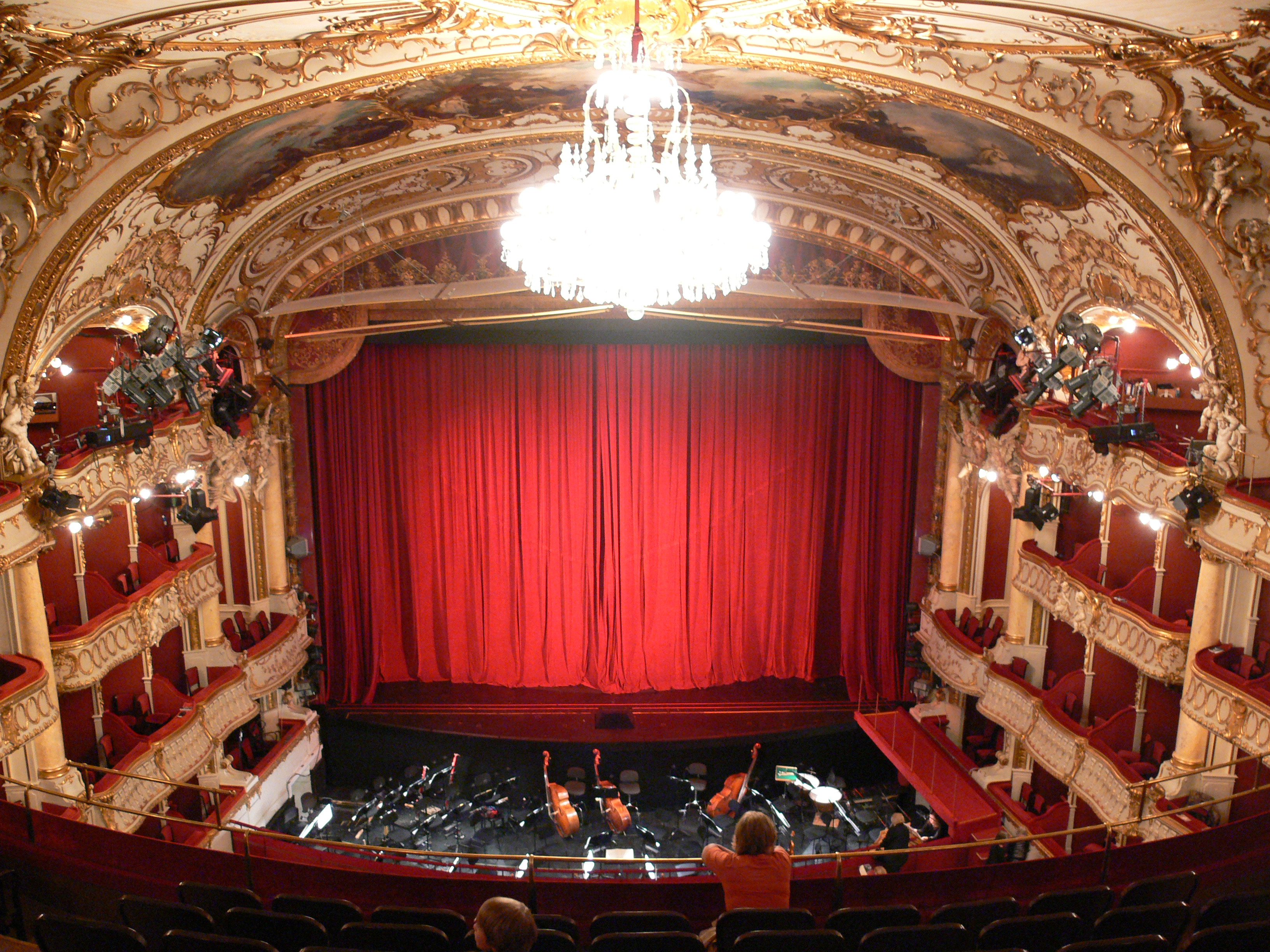
L'auditorium

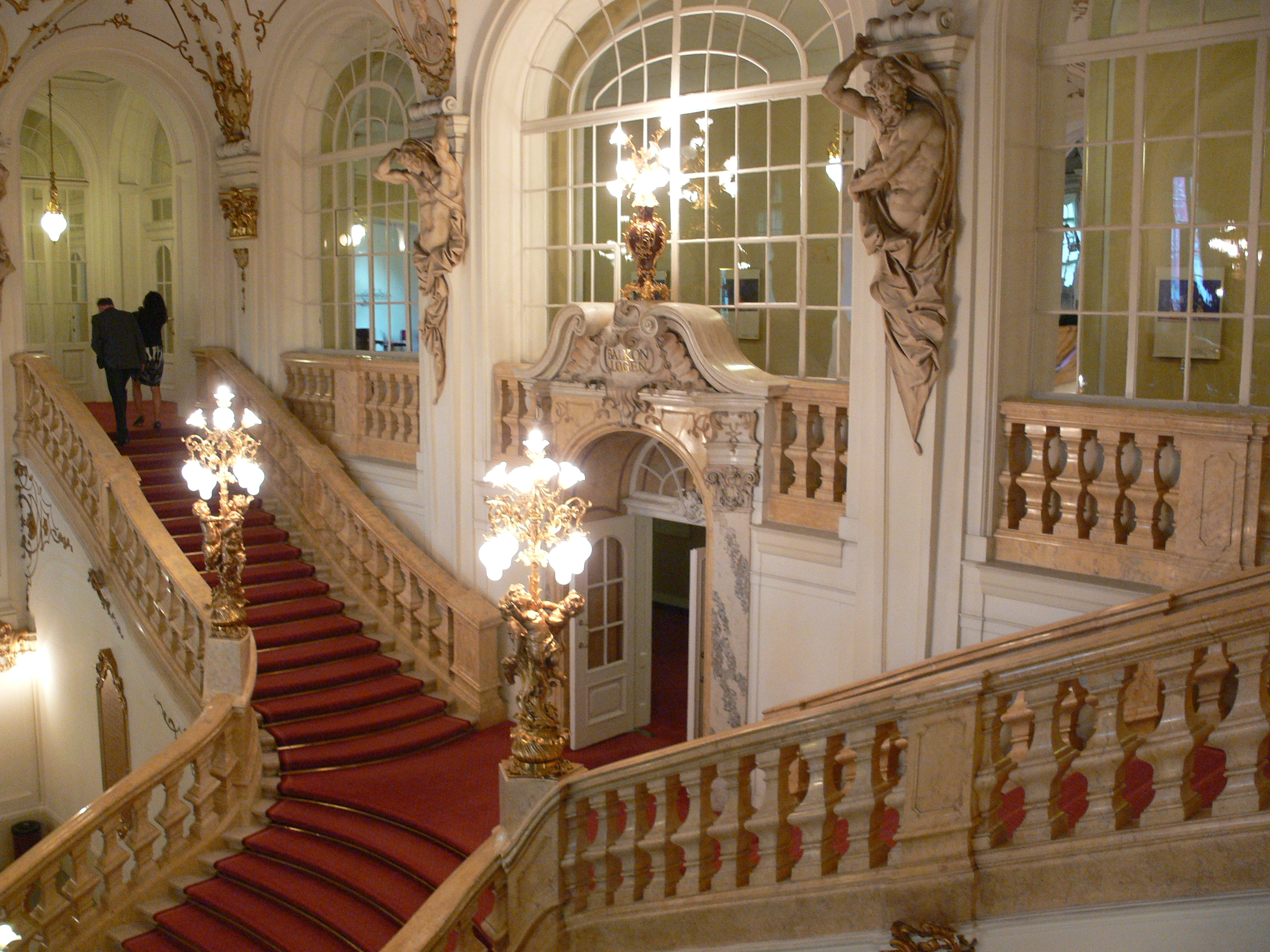
Scale principali

L'Opera di Graz (Tedesco: Oper Graz) è sia un teatro che una compagnia d'opera con sede a Graz, Austria. L'orchestra del teatro d'opera esegue anche concerti come la Orchestra Filarmonica di Graz (Grazer Philharmonisches Orchester).

## Storia
L'opera era stata rappresentata a Graz fin dal XVII secolo, originariamente in una ex rimessa per le carrozze nelle proprietà reali degli Asburgo. Il Teatro Nazionale (Schauspielhaus Graz), costruito nel 1776, ha visto molte prime esecuzioni delle opere di Mozart, anche se oggi (dopo molte ricostruzioni) è dedicato alle rappresentazioni teatrali.
Il primo teatro dell'opera dedicato alla città e l'immediato predecessore dell'Opera di Graz fu il Teatro Thalia, adattato nel 1864 da un'antica sala da circo. I piani per un nuovo teatro adatto alle dimensioni crescenti e all'importanza della città e destinato ad essere una "nuova sede per l'arte tedesca" furono proposti per la prima volta nel 1887.
Progettato da Ferdinand Fellner e Herman Helmer in stile Neo-barocco, l'Opera di Graz fu inaugurata nel 1899 con una rappresentazione del dramma di Schiller Guglielmo Tell, seguito pochi giorni dopo dall'opera di Wagner Lohengrin. L'edificio subì danni durante gli attentati della Seconda guerra mondiale ma fu riparato e riaperto dopo la guerra. Tra il 1983 e il 1985 ha subito una ristrutturazione di $ 15 milioni che ha visto l'installazione di moderne attrezzature e strutture senza modificare in modo significativo l'esterno e l'interno originale dell'edificio.
L'attuale intendente della compagnia è Nora Schmid, dal 1º gennaio 2015, in seguito ad Elisabeth Sobotka. I precedenti direttori musicali generali della compagnia sono stati Niksa Bareza (1981-1990), Philippe Jordan (2001-2004), Johannes Fritzsch (2006-2013) e Dirk Kaftan (2013-2017). Nell'autunno del 2016 Oksana Lyniv fece la sua prima apparizione come direttore ospite nella compagnia, in una produzione de La traviata. Nel febbraio 2017 la compagnia annunciò la nomina di Lyniv come prossimo direttore musicale, con efficacia a partire dalla stagione 2017-2018. La Lyniv è la prima direttrice donna ad essere nominata direttore musicale dell'Opera di Graz.

## Direttori musicali principali
- Herbert Albert (1950–1952)
- Nikša Bareza (1981–1990)
- Philippe Jordan (2001–2004)
- Johannes Fritzsch (2006–2013)
- Dirk Kaftan (2013–2017)
- Oksana Lyniv (2017-presente)